# Melone Mantovano
Il Melone Mantovano è un prodotto agricolo tipico della Lombardia orientale, al quale è stato riconosciuto il marchio Denominazione di Origine Protetta con decreto ministeriale del 19 luglio 2011, transitoriamente valido sul territorio nazionale fino al riconoscimento comunitario del marchio indicazione Geografica Protetta I.G.P. avvenuto con la pubblicazione sulla Gazzetta Ufficiale Europea nel novembre 2013.

## Distribuzione e habitat
In Provincia di Mantova la produzione avviene nei Comuni di Borgoforte, Carbonara di Po, Castellucchio, Cavriana, Ceresara, Commessaggio, Dosolo, Felonica, Gazoldo degli Ippoliti, Gazzuolo, Goito, Magnacavallo, Marcaria, Mariana Mantovana, Piubega, Poggio Rusco, Pomponesco, Quistello, Redondesco, Rivarolo Mantovano, Rodigo, Sabbioneta, San Benedetto Po, San Martino dall'Argine, Sermide e Viadana.
Tra i comuni limitrofi alla Provincia di Mantova vi sono Casalmaggiore, Casteldidone, Gussola, Martignana di Po, Rivarolo del Re ed Uniti, San Giovanni in Croce, Solarolo Rainerio e Spineda in Provincia di Cremona; Concordia, Mirandola e San Felice sul Panaro in Provincia di Modena; Bondeno, Cento e Sant'Agostino in Provincia di Ferrara; Crevalcore, Galliera e San Giovanni in Persiceto in Provincia di Bologna.

## Tassonomia
Il disciplinare che regolamenta l'I.G.P. "Melone Mantovano" lo definisce come Cucurbita melo riferibile alle varietà botaniche cantalupensis (melone cantalupo) e reticulatus (melone retato); le tre cultivar consentite sono la Harper (melone retato privo dell'incisura della fetta), la Supermarket” (melone retato con incisura della fetta) e la Honey Moon (melone liscio)
Nel 2016 sono state commercializzate 4.100 tonnellate con il marchio unico Melone Mantovano IGP.